# 権力の美学
『権力の美学』（原題：Power,Corruption & Lies）はイギリスのバンド、ニュー・オーダーが1983年に発表したアルバムである。ファクトリー・レコードのカタログ番号はFACT 75。
ジャケットはフランスの画家、アンリ・ファンタン＝ラトゥールの絵である。
米国盤のみ「ブルー・マンデー」と、同曲のB面である「ザ・ビーチ」が収録されている。
ニュー・オーダーとして初めて全英アルバムチャートでトップ10入りした。
『ローリング・ストーン』誌が選んだ「歴代最高のアルバム500選」において262位に選ばれている。

## 収録曲

### 英国盤（日本盤）
1. Age of Consent - エイジ・オブ・コンセント - 5:16
2. We All Stand - ウィ・オール・スタンド - 5:14
3. The Village - ザ・ヴィレッジ - 4:37
4. 5 8 6 - 5 8 6 - 7:31
5. Your Silent Face - ユア・サイレント・フェイス - 6:00
6. Ultraviolence - ウルトラヴァイオレンス - 4:52
7. Ecstasy - エクスタシー - 4:25
8. Leave Me Alone - リーヴ・ミー・アローン - 4:40

### 米国盤
1. Age of Consent
2. We All Stand
3. The Village
4. 5 8 6
5. Blue Monday - 7:29
6. Your Silent Face
7. Ultraviolence
8. Ecstasy
9. Leave Me Alone
10. The Beach - 7:18

## チャート
| チャート（1983年）               | 最高順位 |
| -------------------------------- | -------- |
| イギリス（全英アルバムチャート） | 4        |